# Lijst van coaches van het Kroatisch voetbalelftal (mannen)
Dit is een lijst van bondscoaches van het Kroatisch voetbalelftal mannen. 

## Bondscoaches
| Naam              | Land van herkomst | Begin periode     | Einde periode     | Prijzen | Opmerkingen/Wijze van vertrek                 |
| ----------------- | ----------------- | ----------------- | ----------------- | ------- | --------------------------------------------- |
| Jozo Jakopic      | Joegoslavië       | 15 maart 1940     | 31 december 1940  |         |                                               |
| Rudolf Hitrec     | Kroatië           | 15 juni 1941      | 15 juni 1941      |         | Interim                                       |
| Bogdan Cuvaj      | Kroatië           | 1 september 1941  | 30 juni 1943      |         |                                               |
| Bernard Hügl      | Joegoslavië       | 1 april 1944      | 10 april 1944     |         |                                               |
| Leo Lemešić       | Joegoslavië       | 10 september 1956 | 15 september 1956 |         |                                               |
| Dražan Jerković   | Kroatië           | 1 oktober 1990    | 30 juni 1991      |         |                                               |
| Stanko Poklepovic | Kroatië           | 1 juli 1992       | 30 oktober 1992   |         |                                               |
| Vlatko Markovic   | Kroatië           | 1 juli 1993       | 30 juni 1994      |         |                                               |
| Tomislav Ivic     | Kroatië           | 1 juli 1994       | 30 juni 1995      |         |                                               |
| Miroslav Blažević | Kroatië           | 1 maart 1994      | 1 november 2000   |         |                                               |
| Mirko Jozic       | Kroatië           | 1 november 2000   | 30 juni 2002      |         | Ontslag genomen, Otto Barić vervangt hem      |
| Otto Barić        | Kroatië           | 12 juli 2002      | 30 juni 2004      |         | Ontslag genomen, Zlatko Kranjcar vervangt hem |
| Zlatko Kranjcar   | Kroatië           | 19 augustus 2004  | 15 juli 2006      |         | Ontslagen, Slaven Bilic vervangt hem          |
| Slaven Bilic      | Kroatië           | 25 juli 2006      | 30 juni 2012      |         | Vertrokken, Igor Stimac vervangt hem          |
| Igor Stimac       | Kroatië           | 5 juli 2012       | 16 oktober 2013   |         | Ontslagen, Niko Kovac vervangt hem            |
| Niko Kovac        | Kroatië           | 17 oktober 2013   | 9 september 2015  |         | Ontslagen, Ante Čačić vervangt hem            |
| Ante Čačić        | Kroatië           | 21 september 2015 | 7 oktober 2017    |         | Ontslagen, Zlatko Dalić vervangt hem          |
| Zlatko Dalić      | Kroatië           | 7 oktober 2017    |                   |         |                                               |

HNS · A-internationals · Selecties · Bondscoaches · Statistieken · Kroatisch vrouwenelftal · Olympisch elftal · Kroatië U21 · Kroatië U20 · Kroatië U19 · Kroatië U18 · Kroatië U17 · Kroatië U16
1940 – 1956 ·
1990 – 1999 ·
2000 – 2009 ·
2010 – 2019 ·
2020 − 2029
EK's: 1996 · 
2000 · 
2004 · 
2008 · 
2012 · 
2016 · 
2020 · 
2024
WK's: 1998 · 
2002 · 
2006 · 
2010 · 
2014 · 
2018 · 
2022
1940 · 
1941 · 
1942 · 
1943 · 
1944 · 
1945–1955 · 
1956 · 
1957–1989 · 
1990 · 
1991 · 
1992 · 
1993 · 
1994 · 
1995 · 
1996 · 
1997 · 
1998 · 
1999 · 
2000 · 
2001 · 
2002 · 
2003 · 
2004 · 
2005 · 
2006 · 
2007 · 
2008 · 
2009 · 
2010 · 
2011 · 
2012 · 
2013 ·  
2014 · 
2015 · 
2016 · 
2017 · 
2018 ·
2019 ·
2020 ·
2021 ·
2022 ·
2023
Albanië ·
Andorra ·
Argentinië ·
Armenië ·
Australië ·
Azerbeidzjan · 
België ·
Bosnië en Herzegovina ·
Brazilië ·
Bulgarije ·
Canada ·
Chili ·
China ·
Cyprus ·
Denemarken ·
Duitsland ·
Ecuador ·
Egypte ·
Engeland ·
Estland ·
Finland ·
Frankrijk ·
Georgië ·
Gibraltar ·
Griekenland ·
Hongarije ·
Hongkong ·
Ierland ·
IJsland ·
Indonesië ·
Iran ·
Israël ·
Italië ·
Jamaica ·
Japan ·
Joegoslavië ·
Jordanië ·
Kameroen · 
Kazachstan ·
Kosovo ·
Letland ·
Litouwen ·
Liechtenstein ·
Mali ·
Malta ·
Marokko · 
Mexico ·
Moldavië ·
Nederland ·
Nigeria ·
Noord-Ierland ·
Noord-Macedonië ·
Noorwegen ·
Oekraïne ·
Oostenrijk ·
Peru ·
Polen ·
Portugal ·
Qatar ·
Roemenië ·
Rusland ·
San Marino ·
Saoedi-Arabië ·
Schotland ·
Senegal · 
Servië · 
Slovenië ·
Slowakije ·
Spanje ·
Tsjechië ·
Tunesië ·
Turkije ·
Wales ·
Wit-Rusland ·
Zuid-Korea ·
Zweden ·
Zwitserland
Argentinië (2018) ·
Argentinië (2022) ·
Australië (2006) ·
België (2022) ·
Brazilië (2006) ·
Brazilië (2014) ·
Brazilië (2022) ·
Denemarken (2018) ·
Duitsland (2008) ·
Engeland (2018) ·
Engeland (2021) ·
Frankrijk (2018) ·
Ierland (2012) ·
IJsland (2018) ·
Italië (2012) ·
Japan (2006) ·
Kameroen (2014) ·
Marokko (2022, 1) ·
Marokko (2022, 2) ·
Mexico (2014) ·
Nigeria (2018) ·
Oostenrijk (2008) ·
Polen (2008) ·
Rusland (2018) ·
Schotland (2021) ·
Spanje (2012) ·
Spanje (2021) ·
Tsjechië (2016) ·
Tsjechië (2021) ·
Turkije (2008) ·
Turkije (2016)